# Sangre en la piscina (obra de teatro)
Sangre en la piscina es una obra de teatro de 1951 escrita por la novelista Agatha Christie. Está basada en su libro homónimo, publicado en 1946.

## Antecedentes
En su Autobiografía, Christie afirmó que el éxito de Diez negritos la situó en el camino de ser una dramaturga y que, desde ese momento, solo ella adaptaría sus obras para los escenarios, aclarando que la siguiente sería Sangre en la piscina. Al escribir esto, Christie no tomó en cuenta el período intermedio en el que adaptó Asesinato en el Nilo (1944) y Cita con la muerte (1945), además de la versión de Muerte en la vicaría escrita por Moie Charles y Barbara Toy en 1949.
Christie siempre sintió que Sangre en la piscina sería una buena obra de teatro pero se topó con la inesperada oposición de su hija, Rosalind Hicks, a la que Christie describía afectuosamente como quien «tenía el valioso papel en la vida de desanimarme sin éxito alguno». Christie tomó la determinación de adaptar el libro, el cual tanto a ella como a Rosalind gustaba, en una obra de teatro, pero persistía en que si hacía esto debía eliminar al personaje de Hércules Poirot, cuya aparición en la novela “arruinaba” la misma, según palabras de la autora. Tanto el inspector Grange como el sargento Clark fueron eliminados de la adaptación, y reemplazados por el inspector Colquhoun y el detective Penny.
Bertie Meyer, un patrocinador de obras de teatro, cuya asociación con los trabajos teatrales de Christie databa desde 1928 con la pieza teatral Coartada, firmó un contrato para producir Sangre en la piscina en 1950 y planeó junto con Edmund Cork, el agente de Christie, abrir la obra en Londres para hacerla coincidir con el comienzo del Festival de Gran Bretaña. Estos planes no se llevaron a cabo, y Christie comenzó a sentirse un poco molesta con el trato que recibía de Meyer y su lenta respuesta para el montaje de una nueva obra que ella había escrito, Hacia cero. En ese mismo año, Peter Saunders, un joven y nuevo productor teatral había sufrido pérdidas significativas al montar una adaptación de Dan Sutherland del libro de Sir Arthur Conan Doyle de 1913, The Poison Belt. Desesperado por recuperar lo perdido, comenzó su búsqueda de una pieza teatral que pudiese llevar de gira, que no supongo una gran cantidad de dinero y que sea atractivo para la audiencia. La adaptación del libro de Christie Muerte en la vicaría escrita por Charles y Toy estaba por concluir el plazo de cuatro meses en el Playhouse Theatre y, desesperado por minimizar los costos, se le ocurrió una idea: los nombres de los actores no eran tan importantes como el de la misma Christie para atraer a la audiencia. Por esa razón, cambió deliberadamente la forma de anuncia la pieza, de Agatha Christie: “Muerte en la vicaría” a ”Muerte en la vicaría” de Agatha Christie. Esta pequeña estratagema surtió el efecto esperado. El joven productor recuperó sus pérdidas y, lo más importante, atrajo la atención de Christie, quien debido a su disconformidad con Bertie Meyer por su tardo progreso, le cedió Sangre en la piscina a Saunders.
Saunders tuvo que enfrentar grandes dificultades durante el montaje de la obra, incluyendo la inesperada negativa de ayuda en cuanto a reparto y finanzas se refiere, por parte de sus colegas, que sostenían que la pieza estaba escrita deficientemente. Uno de los problemas más significativos fue el de encontrar a una actriz que representara el papel de Lady Angkatell. Fue Saunders quien postuló la idea de Jeanne De Casalis, una elección que Christie no aceptó primeramente, pero que más tarde admitió que había sido la correcta.
La obra abrió el 10 de febrero de 1951 en el Arts Theatre de Cambridge, a pesar de estar Christie ausente debido a que se encontraba en Irak acompañando a su marido Max Mallowan a una de sus excavaciones arqueológicas. De cualquier forma, ella había ordenado que se le mandaran flores a todas las mujeres del elenco. A cientos de kilómetros de distancia, Christie estaba más nerviosa que nunca pensando en la reacción del público, a pesar de que se le habían enviado varios telegramas tranquilizadores diciéndole que la apertura había sido un éxito. Aun así, Saunders y el director Hubert Gregg tuvieron que arreglárselas para superar algunos impremeditados momentos cómicos que tuvieron lugar la primera noche.
Luego de una gira de ocho semanas, la obra se estrenó en el Fortune Theatre de Londres el 7 de junio de 1951. El 8 de octubre de ese mismo año fue transferida al Ambassadors Theatre, donde estuvo un total de once meses y fue representada 376 veces, permitiéndole a Christie verla a su regreso.
Algo que entusiasmo a Saunders fue una petición por parte de la Reina María, una notable seguidora de Christie, con el fin de presenciar la obra. Para tal motivo, la Reina se acercó al Fortune Theatre y conoció allí a varios actores del elenco en el entreacto. Christie estaba tan complacida por el esfuerzo realizado por Saunders que luego de la Navidad de 1951 lo llevó a almorzar y le dio un sobre de papel marrón. Dentro de este se encontraba el guion de una obra que acababa de escribir: La ratonera.

## Sinopsis de las escenas
La acción de la obra tiene lugar en el jardín de la casa de Sir Henry Angkatell, The Hollow, a unas dieciocho millas de Londres. Tiempo: el presente.
ACTO I
- Una tarde de viernes a principios de septiembre

ACTO II
- Escena 1 - La mañana del sábado
- Escena 2 – Más tarde, el mismo día

ACTO III
- La mañana del lunes siguiente